# 155 mm armatohaubica TR
155 mm armatohaubica TR – armatohaubica francuskiej produkcji.
Armata została opracowana w 1979 roku. Posiada monoblokową lufę z hamulcem wylotowym. Środkiem ciągu jest Renault TRM 1000. Odwracana jest do transportu o 180° w stosunku do osi podłużnej podwozia i mocowana do ogonów. Posiada również pomocniczy napęd składający się z trzech silników. Dwa są przy kołach i jeden przy zespole prądotwórczym, który umożliwia poruszanie się z prędkością 8 km/h, pokonywanie zboczy o nachyleniu do 60% oraz brodów o głębokości 1,2 m.